# Noorwegen op de Olympische Zomerspelen 1992
Noorwegen nam deel aan de Olympische Zomerspelen 1992 in Barcelona, Spanje. De Noorse equipe won in totaal zeven medailles, waarvan twee gouden, vier zilveren en een bronzen.

## Medailleoverzicht
| Sport       | Olympiër | Discipline               | Medaille |
| ----------- | --- | ------------------------ | -------- |
| Worstelen   | Jon Rønningen | -52kg Grieks-Romeins (m) | Goud     |
| Zeilen      | Linda Andersen | Europe                   | Goud     |
| Handbal     | Cathrine Svendsen Heidi Tjugum Annette Skotvoll Ingrid Steen Heidi Sundal Hanne Hogness Karin Pettersen Tonje Sagstuen Hege Frøseth Susann Goksør Henriette Henriksen Mona Dahle Kristine Duvholt Siri Eftedal | mannen                   | Zilver   |
| Kanovaren   | Knut Holmann | K-1 1000m (m)            | Zilver   |
| Roeien      | Kjetil Undset Lars Bjønness Per Sætersdal Rolf Thorsen | dubbel-vier (m)          | Zilver   |
| Schietsport | Harald Stenvaag | 50m geweer liggend (m)   | Zilver   |
| Kanovaren   | Knut Holmann | K-1 500m (m)             | Brons    |

## Deelnemers en resultaten per onderdeel

### Atletiek
| Olympiër             | Discipline       | Resultaat | Prestatie |
| -------------------- | ---------------- | --------- | --- |
| Atle Douglas         | 800m (m)         | 18e       | serie 2: 2de in 1.48,08 halve finale 2: 7de in 1.48,63 |
| Vebjørn Rodal        | 800m (m)         | 20e       | serie 3: 5de in 1.48,00 halve finale 3: 5de in 1.49,53 |
| John Halvorsen       | 10000m (m)       | 19e       | serie 1: 8ste in 28.21,57 finale: 19de in 29.53,91 |
| Steinar Hoen         | hoogspringen (m) | 15e       | kwalificatie groep A: 7de met 2,23m |
| Håkon Särnblom       | hoogspringen (m) | 19e       | kwalificatie groep B: 11de met 2,20m |
| Olav Jenssen         | discuswerpen (m) | 13e       | kwalificatie groep B: 7de met 60,00m |
|                      |                  |           | |
| Mette Bergmann       | discuswerpen (v) | 21e       | kwalificatie groep A: 12de met 58,32m |
| Trine Hattestad      | speerwerpen (v)  | 5e        | kwalificatie groep A: 1ste met 67,20m finale: 5de met 63,54m |
| Anne Brit Skjæveland | zevenkamp (v)    | 22e       | 100m horden: 14de in 13,73 hoogspringen: 6de met 1,82m kogelstoten: 27ste met 12,07m 200m: 13de in 24,48 verspringen: 15de met 6,08m speerwerpen: 25ste met 35,42m 800m: 22ste in 2.22,19 totaal: 5869 punten |

### Badminton
| Olympiër        | Discipline    | Resultaat | Prestatie                               |
| --------------- | ------------- | --------- | --------------------------------------- |
| Hans Sperre jr. | enkelspel (m) | 33e       | 1ste ronde: V van MAS Keong: 3-15, 3-15 |

### Boksen
| Olympiër      | Discipline | Resultaat | Prestatie |
| ------------- | ---------- | --------- | --- |
| Ole Klemetsen | -71kg (m)  | 5e        | 1ste ronde: W van URU Porley: scheidsrechterlijke beslissing 2de ronde: W van ALG Meziane: 14-3 kwartfinale: V van GBR Reid: 10-20 |

### Boogschieten
| Olympiër       | Discipline      | Resultaat | Prestatie |
| -------------- | --------------- | --------- | --- |
| Martinius Grov | individueel (m) | 4e        | plaatsingsronde: 7de met 1311 punten 1ste ronde: W van GER Marzoch: 106-94 2de ronde: W van GBR Hallard: 104-99 kwartfinale: W van EUN Shikarev: 109-104 halve finale: V van FRA Flute: 107-110 bronzen finale: V van GBR Terry: 103-109 |

### Gymnastiek
| Olympiër         | Discipline               | Resultaat | Prestatie                             |
| ---------------- | ------------------------ | --------- | ------------------------------------- |
| Anita Tomulevski | balk (v)                 | 57e       | kwalificatie: 57ste met 18,949 punten |
| Anita Tomulevski | brug (v)                 | 65e       | kwalificatie: 65ste met 19,124 punten |
| Anita Tomulevski | sprong (v)               | 81e       | kwalificatie: 81ste met 19,212 punten |
| Anita Tomulevski | vloer (v)                | 88e       | kwalificatie: 88ste met 18,412 punten |
| Anita Tomulevski | individuele meerkamp (v) | 79e       | kwalificatie: 79ste met 75,698 punten |

### Handbal
| Olympiër | Discipline | Resultaat | Prestatie |
| --- | ---------- | --------- | --- |
| Cathrine Svendsen Heidi Tjugum Annette Skotvoll Ingrid Steen Heidi Sundal Hanne Hogness Karin Pettersen Tonje Sagstuen Hege Frøseth Susann Goksør Henriette Henriksen Mona Dahle Kristine Duvholt Siri Eftedal | mannen     | Zilver    | groep A: 2de V van Zuid-Korea: 16-27 W van Spanje: 20-16 W van Oostenrijk: 19-17 halve finale: W van EUN: 24-23 finale: V van Zuid-Korea: 21-28 |

| Groep A |            |             |             |             |             |            |            |            |        |
| #       | Land       | Wedstrijden | Wedstrijden | Wedstrijden | Wedstrijden | Doelpunten | Doelpunten | Doelpunten | Punten |
| #       | Land       | G           | W           | G           | V           | V          | T          | Saldo      | Punten |
| 1       | Zuid-Korea | 3           | 2           | 1           | 0           | 82         | 61         | +21        | 5      |
| 2       | Noorwegen  | 3           | 2           | 0           | 1           | 55         | 60         | -5         | 4      |
| 3       | Oostenrijk | 3           | 1           | 1           | 1           | 64         | 62         | +2         | 3      |
| 4       | Spanje     | 3           | 0           | 0           | 3           | 50         | 68         | -18        | 0      |

| Ronde        | Datum     | Plaats    | Land  | Score      | Land |
| ------------ | --------- | --------- | ----- | ---------- | ---- |
| Groepsfase   |           |           |       |            |      |
| 30 juli      | Barcelona | Noorwegen | 16-27 | Zuid-Korea |      |
| 1 augustus   | Barcelona | Spanje    | 16-20 | Noorwegen  |      |
| 3 augustus   | Barcelona | Noorwegen | 19-17 | Oostenrijk |      |
| Halve finale |           |           |       |            |      |
| 6 augustus   | Barcelona | EUN       | 23-24 | Noorwegen  |      |
| Finale       |           |           |       |            |      |
| 8 augustus   | Barcelona | Noorwegen | 21-28 | Zuid-Korea |      |

### Judo
| Olympiër     | Discipline | Resultaat | Prestatie                                         |
| ------------ | ---------- | --------- | ------------------------------------------------- |
| Stig Traavik | -65kg (m)  | 24e       | 1ste ronde: vrij 2de ronde: V van BEL Laats: yuko |

### Kanovaren
| Olympiër                                                       | Discipline    | Resultaat | Prestatie                                                                                                   |
| -------------------------------------------------------------- | ------------- | --------- | --- |
| Knut Holmann                                                   | K-1 500m (m)  | Brons     | serie 1: 3de in 1.41,18 herkansingen: 1ste in 1.40,36 halve finale 1: 3de in 1.41,96 finale: 3de in 1.40,71 |
| Knut Holmann                                                   | K-1 1000m (m) | Zilver    | serie 4: 1ste in 3.35,70 halve finale 2: 1ste in 3.35,21 finale: 2de in 3.37,50                             |
| Peter Ribe Thomas Roander                                      | K-2 500m (m)  | 21e       | serie 3: 4de in 1.33,84 herkansingen: 5de in 1.33,67                                                        |
| Peter Ribe Thomas Roander                                      | K-2 1000m (m) | 12e       | serie 3: 1ste in 3.18,02 halve finale 1: 6de in 3.21,76                                                     |
|                                                                |               |           | |
| Hege Brannsten Ingeborg Rasmussen                              | K-2 500m (v)  | 16e       | serie 1: 7de in 1.49,58 halve finale 2: 7de in 1.47,48                                                      |
| Hege Brannsten Nina Bergsvik Tone Rasmussen Ingeborg Rasmussen | K-4 500m (v)  | 15e       | serie 2: 8ste in 1.40,53 halve finale 2: 6de in 1.41,88                                                     |

### Paardensport
| Olympiër       | Discipline     | Resultaat      | Prestatie |
| Springconcours | Springconcours | Springconcours | Springconcours |
| -------------- | -------------- | -------------- | --- |
| Morten Aasen   | individueel    | 30e            | kwalificatie: 25ste 1ste ronde: 43ste met 25 punten 2de ronde: 8ste met 72,50 punten 3de ronde: 42ste met 46 punten totaal: 143,50 punten finale: 30ste 1ste ronde: 30ste met 16 strafpunten |

### Roeien
| Olympiër                                               | Discipline      | Resultaat | Prestatie |
| ------------------------------------------------------ | --------------- | --------- | --- |
| Snorre Lorgen Sverke Lorgen                            | twee-zonder (m) | 7e        | serie 1: 2de in 6.43,10 herkansingen: 1ste in 6.42,97 halve finale 1: 4de in 6.38,28 finale B: 1ste in 6.36,16 |
| Kjetil Undset Lars Bjønness Per Sætersdal Rolf Thorsen | dubbel-vier (m) | Zilver    | serie 3: 1ste in 5.46,83 halve finale 2: 2de in 5.49,53 finale: 2de in 5.47,09                                 |

### Schietsport
| Olympiër             | Discipline                 | Resultaat | Prestatie                                                                             |
| -------------------- | -------------------------- | --------- | ------------------------------------------------------------------------------------- |
| Nils Petter Håkedal  | 10m luchtgeweer (m)        | 27e       | kwalificatie: 27ste met 584 punten (96-97-98-96-98-99)                                |
| Harald Stenvaag      | 10m luchtgeweer (m)        | 18e       | kwalificatie: 18de met 587 punten (99-97-98-99-97-97)                                 |
| Nils Petter Håkedal  | 50m geweer 3 houdingen (m) | 29e       | kwalificatie: 29ste met 1151 punten (400-383-368)                                     |
| Harald Stenvaag      | 50m geweer 3 houdingen (m) | 5e        | kwalificatie: 7de met 1166 punten (397-388-381) finale: 5de met 1264,6 punten         |
| Nils Petter Håkedal  | 50m geweer liggend (m)     | 29e       | kwalificatie: 15de met 595 punten (99-99-100-99-99-99)                                |
| Harald Stenvaag      | 50m geweer liggend (m)     | Zilver    | kwalificatie: 2de met 597 punten (98-99-100-100-100-100) finale: 2de met 701,4 punten |
| Stein-Olav Fiskebeck | 50m pistool (m)            | 29e       | kwalificatie: 10de met 559 punten (95-92-93-92-94-93)                                 |
| Stein-Olav Fiskebeck | 10m luchtpistool (m)       | 14e       | kwalificatie: 14de met 577 punten (99-92-97-96-96-97)                                 |
| Tor Heiestad         | 10m bewegend doel (m)      | 10e       | kwalificatie: 10de met 571 punten (289-282)                                           |
|                      |                            |           |                                                                                       |
| Lindy Hansen         | 10m luchtgeweer (v)        | 27e       | kwalificatie: 44ste met 377 punten (95-97-96-89)                                      |
| Hanne Vataker        | 10m luchtgeweer (v)        | 23e       | kwalificatie: 23ste met 588 punten (98-96-99-95)                                      |
| Lindy Hansen         | 50m geweer 3 houdingen (v) | 35e       | kwalificatie: 35ste met 560 punten (196-183-181)                                      |
| Hanne Vataker        | 50m geweer 3 houdingen (v) | 22e       | kwalificatie: 22ste met 572 punten (197-183-192)                                      |
|                      |                            |           |                                                                                       |
| Harald Jensen        | skeet                      | 33e       | kwalificatie: 33ste met 144 punten (25-23-25-24-23-24)                                |

### Schoonspringen
| Olympiër         | Discipline   | Resultaat | Prestatie                         |
| ---------------- | ------------ | --------- | --------------------------------- |
| Christian Styren | 3m plank (m) | 19e       | voorronde: 19de met 347,94 punten |

### Tennis
| Olympiër                         | Discipline     | Resultaat | Prestatie                                                 |
| -------------------------------- | -------------- | --------- | --------------------------------------------------------- |
| Christian Ruud                   | enkelspel (m)  | 33e       | 1ste ronde: V van GER Becker: 6-3, 6-7, 7-5, 6-7, 3-6     |
| Bent-Ove Pedersen Christian Ruud | dubbelspel (m) | 17e       | 1ste ronde: V van RSA Ferreira/Norval: 2-6, 4-6, 7-5, 3-6 |

### Wielersport
| Olympiër                                                       | Discipline                    | Resultaat | Prestatie               |
| Baan                                                           | Baan                          | Baan      | Baan                    |
| -------------------------------------------------------------- | ----------------------------- | --------- | ----------------------- |
| Steffen Kjærgaard                                              | individuele achtervolging (m) | DNF       | kwalificatie: gedubbeld |
| Weg                                                            |                               |           |                         |
| Lars Kristian Johnsen                                          | wegwedstrijd (m)              | 45e       | 4:35.56                 |
| Bjørn Stenersen                                                | wegwedstrijd (m)              | 38e       | 4:35.56                 |
| Karsten Stenersen                                              | wegwedstrijd (m)              | 57e       | 4:35.56                 |
| Stig Kristiansen Roar Skaane Bjørn Stenersen Karsten Stenersen | ploegentijdrit (m)            | 11e       | 2:08.25                 |
|                                                                |                               |           |                         |
| Ingunn Bollerud                                                | wegwedstrijd (v)              | 41e       | 2:09.42                 |
| Gunhild Ørn                                                    | wegwedstrijd (v)              | 37e       | 2:05.46                 |
| Monica Valvik                                                  | wegwedstrijd (v)              | 5e        | 2:05.03                 |

### Worstelen
| Olympiër       | Discipline     | Resultaat      | Prestatie |
| Grieks-Romeins | Grieks-Romeins | Grieks-Romeins | Grieks-Romeins |
| -------------- | -------------- | -------------- | --- |
| Lars Rønningen | -48kg (m)      | 7e             | groep A: 4de V van EUN Kucherenko: 1-6 W van JPN Ohashi: 2-0 V van CUB Sánchez: 1-2 7-8ste plek: W van IND Yadav: walk-over                                         |
| Jon Rønningen  | -52kg (m)      | Goud           | groep B: 1ste W van PAN Meña: 17-0 W van USA Sheldon: 5-0 W van BUL Tsenov: 5-3 W van Onafhankelijk deelnemer Rizvanović: 11-0 finale: W van EUN Ter-Mkrtchyan: 2-1 |

### Zeilen
| Olympiër                                    | Discipline        | Resultaat | Prestatie                                     |
| ------------------------------------------- | ----------------- | --------- | --------------------------------------------- |
| Per Gunnar Haugen                           | Lechner A-390 (m) | 22e       | 234,0 punten: (27-29-27-18-17-25-19-19-18-10) |
| Herman Horn Johannessen Pål McCarthy        | 470 (m)           | 5e        | 71,7 punten: (6-4-17-5-4-11-11)               |
|                                             |                   |           |                                               |
| Jorunn Horgen                               | Lechner A-390 (v) | 8e        | 102,7 punten: (17-9-2-7-9-10-2-2-6-PMS)       |
| Linda Andersen                              | europe (v)        | Goud      | 48,7 punten: (9-12-1-1-3-PMS-5)               |
| Ida Andersen Tonje Kristiansen              | 470 (v)           | 14e       | 100,0 punten: (8-9-15-15-13-9-10)             |
|                                             |                   |           |                                               |
| Ole Petter Pollen Knut Frostad              | flying dutchman   | 7e        | 80,7 punten: (10-14-6-4-9-7-11)               |
| Per Arne Nilsen Odd Stray                   | tornado           | 15e       | 104,7 punten: (15-18-11-15-12-6-10)           |
| Rune Jacobsen Thom Haaland Erling Landsværk | soling            | 10e       | 78,0 punten: (4-18-9-17-4-18)                 |

### Zwemmen
| Olympiër                                                        | Discipline            | Resultaat | Prestatie                                        |
| --------------------------------------------------------------- | --------------------- | --------- | ------------------------------------------------ |
| Jarl Inge Melberg                                               | 100m vrije slag (m)   | 28e       | serie 7: 3de in 51,39                            |
| Jarl Inge Melberg                                               | 200m vrije slag (m)   | 19e       | serie 8: 8ste in 1.50,70                         |
| Jarl Inge Melberg                                               | 400m vrije slag (m)   | 38e       | serie 2: 5de in 4.03,49                          |
| Thomas Sopp                                                     | 100m rugslag (m)      | 39e       | serie 4: 7de in 58,45                            |
| Thomas Sopp                                                     | 200m rugslag (m)      | 31e       | serie 6: 6de in 2.05,91                          |
| Thomas Sopp                                                     | 100m schoolslag (m)   | 37e       | serie 4: 3de in 1.05,47                          |
| Thomas Sopp                                                     | 200m schoolslag (m)   | 26e       | serie 4: 4de in 2.19,11                          |
| Jarl Inge Melberg Thomas Sopp Trond Høines Kjell Ivar Lundemoen | 4x200m vrije slag (m) | 14e       | serie 2: 5de in 7.31,35                          |
| Thomas Sopp Børge Mørk Trond Høines Jarl Inge Melberg           | 4x100m wisselslag (m) | 17e       | serie 3: 6de in 3.52,42                          |
|                                                                 |                       |           |                                                  |
| Irene Dalby                                                     | 200m vrije slag (v)   | 23e       | serie 4: 7de in 2.04,28                          |
| Irene Dalby                                                     | 400m vrije slag (v)   | 11e       | serie 4: 3de in 4.16,05 finale B: 3de in 4.14,46 |
| Irene Dalby                                                     | 800m vrije slag (v)   | 5e        | serie 3: 2de in 8.38,58 finale: 5de in 8.37,12   |

Albanië · Algerije · Amerikaanse Maagdeneilanden · Amerikaans-Samoa · Andorra · Angola · Antigua en Barbuda · Argentinië · Aruba · Australië · Bahama's · Bahrein · Bangladesh · Barbados · België · Belize · Benin · Bermuda · Bhutan · Bolivia · Bosnië en Herzegovina · Botswana · Brazilië · Britse Maagdeneilanden · Bulgarije · Burkina Faso · Canada · Centraal-Afrikaanse Republiek · Chili · China · Chinees Taipei · Colombia · Congo-Brazzaville · Cookeilanden · Costa Rica · Cuba · Cyprus · Denemarken · Djibouti · Dominicaanse Republiek · Duitsland · Ecuador · Egypte · El Salvador · Equatoriaal-Guinea · Estland · Ethiopië · Fiji · Filipijnen · Finland · Frankrijk · Gabon · Gambia · Gezamenlijk team · Ghana · Grenada · Griekenland · Groot-Brittannië · Guam · Guatemala · Guinee · Guyana · Haïti · Honduras · Hongarije · Hongkong · Ierland · IJsland · India · Indonesië · Irak · Iran · Israël · Italië · Ivoorkust · Jamaica · Japan · Jemen · Jordanië · Kaaimaneilanden · Kameroen · Kenia · Koeweit · Kroatië · Laos · Lesotho · Letland · Libanon · Libië · Liechtenstein · Litouwen · Luxemburg · Madagaskar · Malawi · Malediven · Maleisië · Mali · Malta · Marokko · Mauritanië · Mauritius · Mexico · Monaco · Mongolië · Mozambique · Myanmar · Namibië · Nederland · Nederlandse Antillen · Nepal · Nicaragua · Nieuw-Zeeland · Niger · Nigeria · Noord-Korea · Noorwegen · Oeganda · Oman · Oostenrijk · Pakistan · Panama · Papoea-Nieuw-Guinea · Paraguay · Peru · Polen · Portugal · Puerto Rico · Qatar · Roemenië · Rwanda · Saint Vincent‑Grenadines · Salomonseilanden · Samoa · San Marino · Saoedi-Arabië · Senegal · Seychellen · Sierra Leone · Singapore · Slovenië · Soedan · Spanje · Sri Lanka · Suriname · Swaziland · Syrië · Tanzania · Thailand · Togo · Tonga · Trinidad en Tobago · Tsjaad · Tsjecho-Slowakije · Tunesië · Turkije · Uruguay · Vanuatu · Venezuela · Verenigde Arabische Emiraten · Verenigde Staten · Vietnam · Zaïre · Zambia · Zimbabwe · Zuid-Afrika · Zuid-Korea · Zweden · Zwitserland · Onafhankelijke olympische deelnemers